# José Manuel Ribeiro da Silva
José Manuel Ribeiro da Silva (* 16. Februar 1935 in Paredes; † 9. April 1958 in Lousada) war ein portugiesischer Radrennfahrer.

## Sportliche Laufbahn
José Manuel Ribeiro da Silva war im Straßenradsport aktiv. Von 1954 bis 1958 war er Berufsfahrer. 1955 gewann er die Portugal-Rundfahrt vor Joaquim Sousa Santos. 1957 war er erneut in dem Etappenrennen erfolgreich.
Etappensiege in der Portugal-Rundfahrt holte er 1955, 1956 und 1957. 1956 war er Zweiter der Rundfahrt geworden.
Weitere Siege gelangen ihm im Circuito de Paços de Ferreira 1954 und im französischen Eintagesrennen Paris–Évreux 1957. 1954 wurde er Zweiter der nationalen Meisterschaft im Straßenrennen hinter Alves Barbosa.
In der Tour de France 1957 kam er auf den 25. Rang. In der Vuelta a España 1957 kam er auf den 4. Platz. 
Er kam bei einem Motorradunfall ums Leben.